# Kallippos von Kyzikos
Kallippos von Kyzikos (griechisch Κάλλιππος Kállippos; geboren um 370 v. Chr. in Kyzikos; gestorben um 300 v. Chr.) war ein griechischer Astronom und Mathematiker.
Kallippos wurde in Kyzikos am Marmarameer geboren und war an der Platonischen Akademie Schüler von Eudoxos. Außerdem arbeitete er an der Seite von Aristoteles in dessen Lykeion.
Als Schüler des Eudoxos, der bereits 27 Planetensphären entworfen hatte, setzte Kallippos dessen Arbeiten über die Bewegungen der Planeten fort. Er sah sich veranlasst, sieben weitere einzuführen; zwei für die Sonne, zwei für den Mond und je eine für Merkur, Venus und Mars. Auch berechnete Kallippos den nach ihm benannten Kallippischen Zyklus (Meton-Zyklus).
Nach dem antiken Astronomen benannt sind der Mondkrater Calippus sowie die Rima Calippus, eine Rillenstruktur des Erdmondes.